# Cerquilha
Cerquilha, cancela, antífen, cardinal, ou octótropo (símbolo: #), é um sinal de pontuação utilizado para indicar várias diferentes funções.
No Brasil, o símbolo é popularmente chamado "jogo da velha", "tralha", "hashtag", e em Portugal como "cardinal", quando se refere o símbolo isoladamente,[carece de fontes?] ou "número" quando o símbolo está inserido num texto imediatamente antes de um número. Em programação, é muito chamado pelos programadores mais antigos de cancela.[carece de fontes?]
É visualmente semelhante considerado conceptualmente diferente do símbolo musical "♯", que representa o acidente musical denominado sustenido — tomando o símbolo também este nome.

## Uso da cerquilha
Em artes gráficas, é usado em revisão de provas para indicar a necessidade de separar palavras que, por erro de composição, se encontram justapostas e, na diagramação, é um caractere oculto que indica o final de uma matéria (uma sequência de texto). É utilizado em algumas linguagens de programação como operador de divisão, como sinal de comentário ou com outro significado no código-fonte, como por exemplo no Mumps, em linguagem C++, C# etc.
É ainda comumente utilizado por computadores para indicar o xeque-mate na transcrição de lances de um jogo de xadrez.
Também é utilizado para indicar uma hashtag nas redes sociais (funcionalidade originada no Twitter), sendo assim o sinal também referido por metonímia pelo termo "hashtag", popularizado pelo uso recorrente do recurso.